# El dia de la bandera
El dia de la bandera (originalment en anglès, Flag Day) és una pel·lícula dramàtica estatunidenca del 2021 dirigida i protagonitzada per Sean Penn. La seva filla Dylan Penn és una de les protagonistes. Es va estrenar en competició al Festival de Cannes de 2021 i es va distribuir el 20 d'agost de 2021 amb United Artists Releasing. La pel·lícula ha rebut comentaris diversos de la crítica. El 5 de gener de 2022 es va estrenar el doblatge en català als cinemes.

## Repartiment
En John és un pare extraordinari, amb grans plans i una actitud audaç i magnètica. Estimar la seva filla ha estat l’única cosa honesta que ha fet en la seva vida.
- Dylan Penn com a Jennifer Vogel
  - Jadyn Rylee com a la Jennifer adolescent
  - Addison Tymec com a la Jennifer més jove
- Sean Penn com a John Vogel
- Katheryn Winnick com a Patty Vogel
- Josh Brolin com a l'oncle Beck
- Hopper Penn com a Nick Vogel
  - Beckam Crawford com a en Nick quan era un nen petit
- Regina King[3] com al mariscal Blake
- Norbert Leo Butz com a en Doc
- Dale Dickey com a l'àvia Margaret
- Eddie Marsan com al Sr. Emmanuelle
- Bailey Noble com a la Debbie